# Chrysosoma fissum
Chrysosoma fissum är en tvåvingeart som beskrevs av Becker 1922. Chrysosoma fissum ingår i släktet Chrysosoma och familjen styltflugor. Inga underarter finns listade i Catalogue of Life.